# Isla Lido
La Isla Lido (en inglés: Lido Isle) Es una isla hecha por el hombre situada en el puerto de Newport Beach una ciudad de California al oeste de los Estados Unidos. Rodeada por la ciudad, la isla de Lido fue incorporada como parte de Newport Beach en 1906. En ese momento era en parte una barrera de arena y parte lodo. No hay instalaciones comerciales en la isla aparte de un pequeño bar abierto en el verano, y su único enlace con la ciudad es un pequeño puente. La isla artificial es exclusivamente residencial con aproximadamente 1,800 personas viviendo en su territorio.
En 1904 Henry Huntington se convirtió en socio de William Collins en la Newport Beach Company. A cambio de extender el Pacific Electric Railway a Newport Beach, Huntington recibió 250 acres (1.0 km²) y un derecho de vía de 100 pies (30 m) de ancho para un ferrocarril. Un terreno de lodo fue incluido además de la otra tierra dada a Huntington. Este lodazal se hizo conocido como Isla Electric, Isla Pacific Electric, y finalmente isla de Huntington. En 1923 fue vendida. El nuevo desarrollo fue una de las primeras comunidades planificadas planeadas en California y fue concebido para parecerse a un espacio europeo mediterráneo. 
Como parte del tema Mediterráneo escogido el desarrollo fue construido con calles nombradas en honor de muchas ciudades mediterráneas, incluyendo Barcelona, Génova, Niza e Itaca.

## Véase también

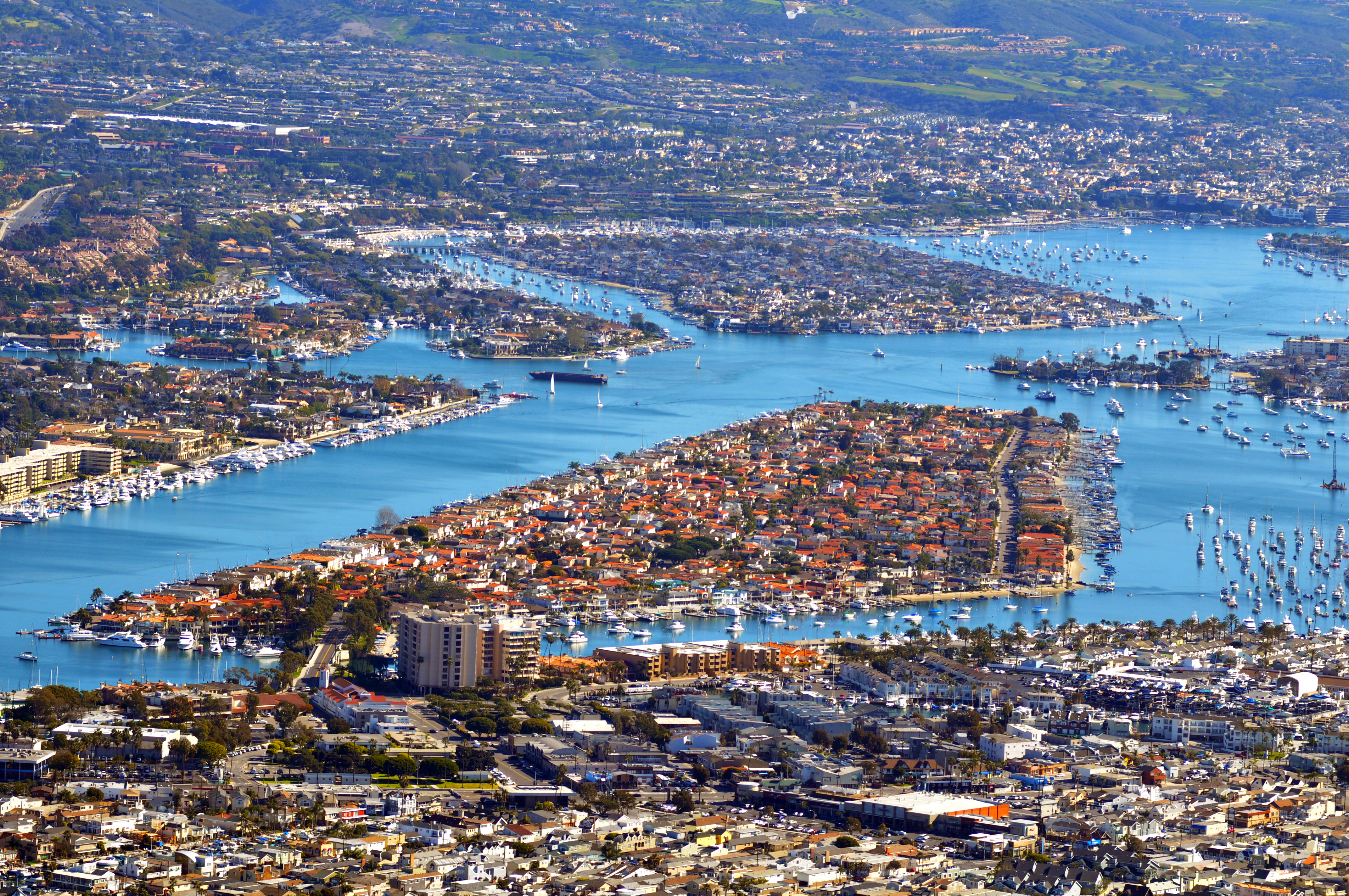
Otra vista del lugar